# Fort Augustaborg

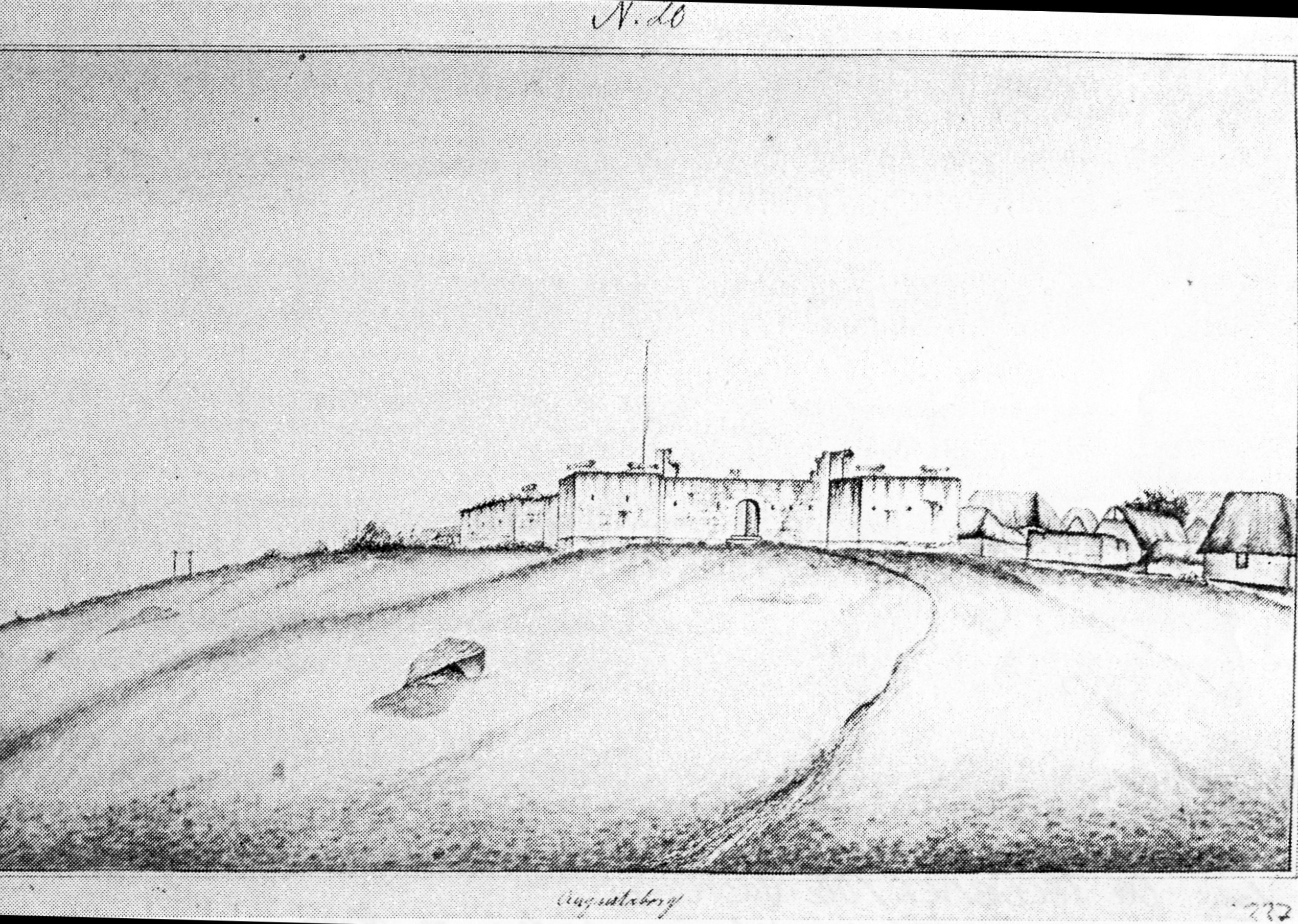
Fort Augustaborg in historischer Darstellung (Ende des 18. Jh.)

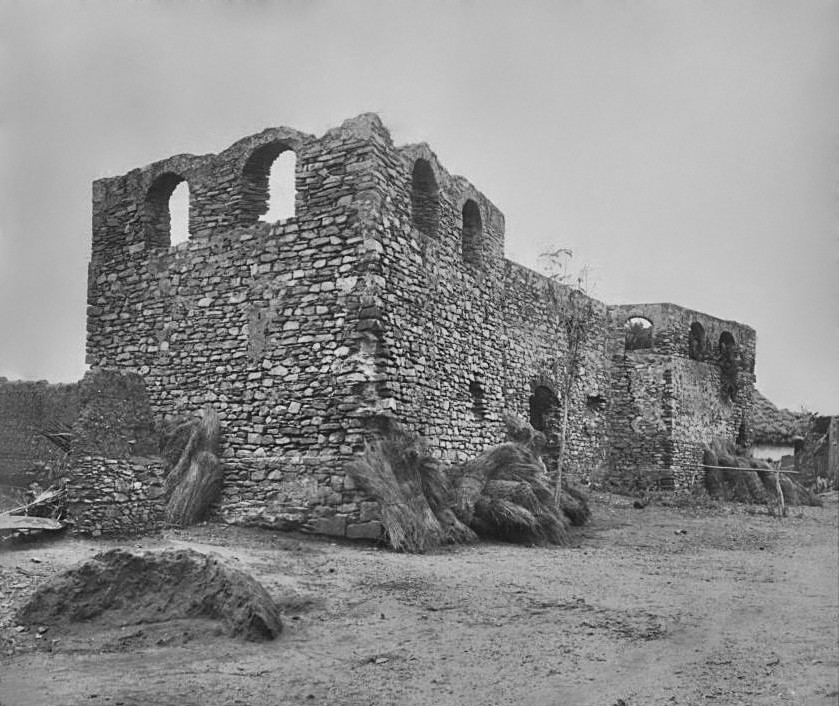
Die Ruinen des Forts Augustaborg in den 1890ern

Fort Augustaborg (auch als Fort Teshie bezeichnet) war ein dänisches Fort an der östlichen Goldküste im heutigen Ghana, das etwa 15 km in östlicher Richtung von Fort Christiansborg beim heutigen Ort Teshie gelegen war. Das Fort war von seiner Erbauung 1787 an bis 1850 im Besitz Dänemarks, danach bis zur Unabhängigkeit Ghanas 1957 war Augustaborg in britischem Besitz.
Der Name des Forts geht auf die Prinzessin Louise Auguste zurück, der 1771 geborenen Tochter des Königs Christian VII. von Dänemark.
Das Fort war ein kleinerer Festungsbau von quadratischem Typus mit vier Bastionen an den jeweiligen Eckpunkten, die als Geschützstellungen dienten. Im Gegensatz zu den in gleicher Bauart errichteten dänischen Schwesterforts an der Goldküste, wie z. B. Fort Kongensteen oder Fort Prinzenstein, war das Fort Augustaborg jedoch von kleinerer Dimension.

## Geschichte der Niederlassung
1593 soll an dieser Stelle schon einmal eine dänische Faktorei bestanden haben. Allerdings bestanden Faktoreien zu dieser Zeit zumeist lediglich aus vor Ort ankernden Schiffen, welche als Handelsposten dienten, nebst einigen Hütten an Land, die als temporäre Zwischenlager dienten. Von ständigen befestigten Gebäuden konnte zu dieser Zeit auf Grund von permanenten portugiesischen Feindseligkeiten (noch) keine Rede sein. Hinzu kam das immens hohe Handelsrisiko solcher Unternehmungen zu der damaligen Zeit, die enorme Verluste im Falle des Scheiterns, aber dagegen auch enorme Gewinne im Falle einer erfolgreichen Durchführung einbrachten.
Erst mit dem Fußfassen der Dänen auf der Goldküste im Zuge des Zweiten Nordischen Krieges, in welchem sich Dänemark und Schweden feindlich gegenüberstanden, wurde auch 1656 der alte Handelsstützpunkt bei Teshie wieder ins Leben gerufen und hier eine ständige Handelsloge errichtet. Zunächst ging es jedoch nur darum, eine eigene dänische Präsenz auf der Goldküste aufzubauen unter gleichzeitiger Schwächung der schwedischen Präsenz. Insbesondere dem aus schwedischen in dänische Dienste gewechselte Heinrich Carloff, einem der besten Kenner der Goldküste der damaligen Zeit, und dessen Erfahrungen und Beziehungen verdankte Dänemark sein Fußfassen auf der Goldküste.
Wahrscheinlich im Zuge der englischen Eroberungen auf der Goldküste von 1664 oder der nachfolgenden Auseinandersetzungen des Englisch-Niederländischen Krieges (1665–1667) und den damit verbundenen Rückeroberungen des niederländischen Admirals Michiel de Ruyter scheinen die dänischen Offiziellen ihren kleinen Handelsposten bei Teshie wieder aufgegeben zu haben, denn von da ab ist Teshie als niederländische Niederlassung in den Annalen der Geschichte verzeichnet.
Dies änderte sich 1782, als es im Rahmen des Vierten Englisch-Niederländischen Seekriegs (1780–1784) zu bewaffneten Auseinandersetzungen zwischen Briten und Holländern auf der Goldküste kam. Im Zuge dieser Kampfhandlungen und mit Hilfe von zwei britischen Kriegsschiffen war bereits Ende 1781 das holländische Fort Vredenburg in Kommendah von den Briten erobert worden. Ein Angriff auf die niederländische Hauptfestung Elmina im Februar 1782 scheiterte trotz zahlreicher einheimischer Unterstützung aus Cape Coast. Im März fielen 1782 fielen dann jedoch mit Kormantin, Mouri, Beraku und Crèvecoeur (Niederländisch-Accra) vier weitere holländische Forts in die Hände der Engländer.
In dem sich östlich von Accra bis zur Voltamündung erstreckendem Küstenabschnitt besaß die holländische W.I.C. in den Dörfern Tema, Ponny und Teshie drei weitere, kleinere Forts. Deren Befehlshaber hatten aber nach dem Fall von Crèvecoeur fluchtartig ihre Posten verlassen und unter Zurücklassung ihrer jeweiligen Mannschaften bei den Dänen auf Fort Christiansborg Zuflucht gesucht.
Obwohl Dänemark kein Kriegsteilnehmer war, beschloss der damalige dänische Gouverneur, Jens Adolf Kjöge, die Bedrängnis der W.I.C. insofern auszunutzen, um sich der ohnehin ungeliebten holländischen Konkurrenz auf der östlichen Goldküste gänzlich zu entledigen. Allerdings war Kjöge in dieser Angelegenheit wohl bewusst, dass eine gewaltsame Besetzung der hiesigen holländischen Niederlassungen einigen Widerstand unter der einheimischen Bevölkerung hervorrufen würde, denn die holländische Präsenz in diesen Orten basierte auf Verträge, die im Vorfeld mit einheimischen Autoritäten geschlossen worden waren. So ließ Kjöge den Dorfhäuptlingen großzügige Geschenke überbringen und machte ihnen Versprechungen hinsichtlich bestimmter Vorteile, die sie bisher bei den Holländern nicht gehabt haben, wenn sie die niederländische Flagge in ihren Dörfern mit der dänischen vertauschen und sich zu Untertanen des Königs von Dänemark erklären lassen würden.
Kjöges Plan fruchtete und kurze Zeit später waren die drei holländischen Posten in Tema, Ponny und Teshie von den Dänen besetzt. Kjöge ließ die besetzten Posten zerstören. Kurze Zeit später wurde 1787 in Teshie mit der Erbauung des Forts Augustaborg begonnen. Der Zweck des Fortes bestand in dem Schutz der hiesigen Faktorei, aber auch vornehmlich darin, holländischen Rückeroberungsversuchen, mit denen man früher oder später rechnete, besser begegnen zu können.
Trotzdem Dänemark kein Kriegsteilnehmer war, verhallten die heftigen Proteste, welche die WIC bezüglich der unrechtmäßigen Aneignung der drei Niederlassungen, Tema, Teshie und Ponny, bei der dänischen Regierung in Kopenhagen vorbrachte, ergebnislos. Auch nach der Auflösung der WIC im Jahre 1791 und der Übernahme ihrer Besitzungen durch den niederländischen Staat blieb die erneut in Dänemark vorgebrachte Forderung nach Rückübereignung der drei unrechtmäßig angeeigneten Niederlassungen ergebnislos. Tema, Teshie und Ponny blieben auch weiterhin im dänischen Besitz.

## Übergabe an die Briten
Mit Verkündung der neuen Verfassung am 5. Juni 1849 war auch der Entschluss gefällt worden, dass Dänemark alle seine afrikanischen Besitzungen aufgeben und verkaufen solle. Es wurden Verhandlungen mit Großbritannien und den Niederlanden geführt, und schließlich verkaufte man im Sommer 1849 alle dänischen Forts an der Guineaküste für 10.000 britische Pfund Sterling an Großbritannien.
Anfang 1850 wurde Fort Augustaborg, zusammen mit den anderen dänischen Besitzungen an der Guineaküste auch, an Großbritannien übergeben. Am 30. März 1850 wurde die letzte dänische Flagge auf der Goldküste eingeholt.
Bis zur Unabhängigkeit Ghanas am 6. März 1957 war Fort Augustaborg in britischem Besitz.
Koordinaten: 5° 35′ 0″ N, 0° 6′ 0″ W